# Sugia stygia
Sugia stygia là một loài bướm đêm trong họ Noctuidae.